# Luis García Conde
Luis García Conde (Toledo, España, 23 de abril de 1979), conocido como Luis García, es un exfutbolista español. Jugaba como portero. 

## Clubes
| Club                         | País   | Año       |
| ---------------------------- | ------ | --------- |
| Atlético Madrileño           | España | 2000-2001 |
| Xerez C. D.                  | España | 2001-2002 |
| C. D. Numancia de Soria      | España | 2002-2004 |
| Real Zaragoza                | España | 2004-2005 |
| Getafe C. F.                 | España | 2005-2007 |
| R. C. Celta de Vigo (cedido) | España | 2007-2008 |
| C. D. Tenerife               | España | 2008-2011 |
| S. D. Huesca                 | España | 2011-2013 |
| Rayo Majadahonda             | España | 2013-2014 |